# Lucotèce
Lucotèce est une variante de Lutèce utilisée par des auteurs grecs ou hellénistes.
Le terme transcrit deux noms grecs légèrement différents, le premier dans Strabon (Géographie, IV, III, 5) sous la forme Λoυκoτοκία / Loukotokía, le second dans Ptolémée (Géographie, II, VIII, 10) sous la forme Λευκοτεκία / Leukotekía . Ces deux noms sont attestés seulement après le latin « Lutetia » qu'on trouve dans le commentaire de Jules César sur la guerre des Gaules, mais ils semblent venir d'une forme antérieure du mot.
Une théorie proposée par Ernest Desjardins en 1878 est que Lutèce et Lucotèce désigneraient des lieux distincts, cette dernière un faubourg au sud de la première, près de la montagne Sainte-Geneviève et de l'actuel Jardin des plantes de Paris en aval du confluent de la Bièvre, tandis que Lutèce aurait été limitée à l'île de la Cité. Il le rattache au nom antique de cette montagne, mons lucotitius. Cette théorie n'a pas été reprise au XXe siècle,.

## Étymologie
Le mot gaulois Lucotetia pourrait signifier « marais » mais le fait que Lucotèce se situe sur le flanc nord du « mont lucoticien », mons Lucotitius, connu au Moyen Âge sous le nom de « Mont Cétard » – ayant peut-être donné son nom à l'actuelle rue Mouffetard, à moins qu'il ne s'agisse de la Butte-aux-Cailles[pas clair] –, suggère d'autres étymologies. À la version tardive de Ptolémée correspond l'indo-européen leuk « clair ». À la version plus ancienne transmise par Strabon correspond le radical celtique loukot, qui a donné le breton logod et signifie « souris ». Le suffixe -ekia serait un collectif concurrent de -acti attesté dans Bibracte, littéralement « les bièvres ».